# طواف هوت فار 2024
طواف هوت فار 2024 (بالفرنسية: Tour des Alpes-Maritimes 2024)‏ هو سباق دراجات هوائية، وهو الموسم السادس والخمسين من طواف هوت فار، وأقيم خلال الفترة من 17 فبراير 2024، وحتى 18 فبراير 2024 ضمن سباقات طواف أوروبا للدراجات 2024.
فاز بالمركز الأول وفي ترتيب النقاط بينوا كوسنيفروي، وفاز بالمركز الثاني فينتشنزو ألبانيز، وفاز بالمركز الثالث Aurélien Paret-Peintre ‏، وفاز في ترتيب النقاط للشباب Bastien Tronchon ‏، وفاز في ترتيب الفرق ديكاتلون لا مونديال 2024 ‏، وفاز في تصنيف الجبال Mattéo Vercher ‏.

## الفرق
| فرق عالمية (5)- Arkéa-B&B Hotels - Cofidis - Decathlon-AG2R La Mondiale - Groupama-FDJ - Team dsm-firmenich PostNL فرق برو (5)- بنجوال باوليز ساوكس دبليو بي ‏ - Israel-Premier Tech - TotalEnergies - أونو-إكس موبيليتي ‏ - Team Solution Tech–Vini Fantini ‏ فرق قارية (6)- CIC U Nantes Atlantique ‏ - Lidl–Trek Future Racing ‏ - Lotto Development Team ‏ - Nice Métropole Côte d'Azur ‏ - إتش بي بي تي بي – أوبير 93 ‏ - Van Rysel–Roubaix ‏ |  |
| |  |

## المراحل
| قائمة المراحل | قائمة المراحل | قائمة المراحل                          | قائمة المراحل | قائمة المراحل | قائمة المراحل | قائمة المراحل   | قائمة المراحل   |
| المرحلة       | التاريخ       | الدورة                                 |               | المسافة (كم)  | الارتفاع      | الفائز بالمرحلة | القائد العام    |
| ------------- | ------------- | -------------------------------------- | ------------- | ------------- | ------------- | --------------- | --------------- |
| المرحلة 1     | 17 فبراير     | ليفينس – أنتيب                         | مرحلة التلال  | 165٫5         | 2٬655 م       | Ethan Vernon ‏   | Ethan Vernon ‏   |
| المرحلة 2     | 18 فبراير     | فيلفرانش سور مير – فينس، الألب الجبلية | مرحلة متوسطة  | 131٫8         | 2٬413 م       | بينوا كوسنيفروي | بينوا كوسنيفروي |

## النتيجة

### مرحلة 1
هي مرحلة جبلية، أقيمت في 17 فبراير 2024، وامتدّت لمسافة 165.5 كيلومتر. فاز بالمركز الأول، وتصدر ترتيب النقاط وترتيب النقاط للشباب والترتيب العام في نهاية المرحلة Ethan Vernon ‏، وتصدر ترتيب التسلق Jordan Labrosse ‏، وتصدر ترتيب الفرق 2024 Team dsm–firmenich PostNL (men's team) season ‏.
| التصنيف العام | التصنيف العام           | التصنيف العام               | التصنيف العام | التصنيف العام |
| العداء        | العداء                  | الفريق                      | الوقت         |               |
| ------------- | ----------------------- | --------------------------- | ------------- | ------------- |
| 1             | Ethan Vernon ‏           | Israel-Premier Tech         | 3 س 55 د 38 ث |               |
| 2             | شون فلين ‏               | Team dsm-firmenich PostNL   | + 4 ث         |               |
| 3             | فينتشنزو ألبانيز        | Arkéa-B&B Hotels            | + 6 ث         |               |
| 4             | Louis Barré ‏            | Arkéa-B&B Hotels            | + 7 ث         |               |
| 5             | فرنسا                   | Nice Métropole Côte d'Azur ‏ | + 8 ث         |               |
| 6             | Aurélien Paret-Peintre ‏ | Decathlon-AG2R La Mondiale  | + 9 ث         |               |
| 7             | Jordan Labrosse ‏        | Decathlon-AG2R La Mondiale  | + 9 ث         |               |
| 8             | توبياس هالاند يوهانسن   | أونو اكس برو سايكلنج تيم ‏   | + 10 ث        |               |
| 9             | ويليام بويفن            | Israel-Premier Tech         | + 10 ث        |               |
| 10            | Fabian Lienhard ‏        | Groupama-FDJ                | + 10 ث        |               |
|               |                         |                             |               |               |
|               |                         |                             |               |               |

### مرحلة 2
هي مرحلة جبلية متوسطة، أقيمت في 18 فبراير 2024، وامتدّت لمسافة 131.8 كيلومتر. فاز بالمركز الأول، وتصدر الترتيب العام في نهاية المرحلة وترتيب النقاط بينوا كوسنيفروي، وتصدر ترتيب التسلق Mattéo Vercher ‏، وتصدر ترتيب النقاط للشباب Bastien Tronchon ‏، وتصدر ترتيب الفرق ديكاتلون لا مونديال 2024 ‏.

## المشاركون
| Arkéa-B&B Hotels ARK        | Arkéa-B&B Hotels ARK | Arkéa-B&B Hotels ARK |
| --------------------------- | -------------------- | -------------------- |
| م                           | عداء                 | مرتبة                |
| 1                           | Kévin Vauquelin ‏     | 19                   |
| 2                           | فينتشنزو ألبانيز     | 2                    |
| 3                           | Louis Barré ‏         | 14                   |
| 4                           | Ewen Costiou ‏        | 15                   |
| 5                           | Simon Guglielmi ‏     | 37                   |
| 6                           | Kévin Ledanois ‏      | 54                   |
| 7                           | Louis Rouland ‏       | 53                   |
| مدير الرياضة: Roger Tréhin ‏ |                      |                      |

| Israel-Premier Tech IPT | Israel-Premier Tech IPT | Israel-Premier Tech IPT |
| ----------------------- | ----------------------- | ----------------------- |
| م                       | عداء                    | مرتبة                   |
| 11                      | مايكل وودز              | 10                      |
| 12                      | ديلان تيونز             | 21                      |
| 13                      | Ethan Vernon ‏           | 68                      |
| 14                      | كريستس نيولاندز         | 31                      |
| 15                      | هوغو هول                | 65                      |
| 16                      | جاكوب فوجلسانج          | 47                      |
| 17                      | ويليام بويفن            | 32                      |
| مدير الرياضة: ستيف باور |                         |                         |

| Groupama-FDJ GFC              | Groupama-FDJ GFC  | Groupama-FDJ GFC |
| ----------------------------- | ----------------- | ---------------- |
| م                             | عداء              | مرتبة            |
| 21                            | رومان جريجوار     | 7                |
| 22                            | Kevin Geniets ‏    | 12               |
| 23                            | كوينتين باشر      | 9                |
| 24                            | Cyril Barthe ‏     | 64               |
| 25                            | Fabian Lienhard ‏  | 69               |
| 26                            | لارس فان دن بيرغ ‏ | 51               |
| 27                            | Jens Verbrugghe ‏  | لم يكمل السباق-1 |
| مدير الرياضة: بينوا فوجرينارد |                   |                  |

| Cofidis COF                | Cofidis COF      | Cofidis COF |
| -------------------------- | ---------------- | ----------- |
| م                          | عداء             | مرتبة       |
| 31                         | Guillaume Martin | 8           |
| 32                         | أنتوني بيريز     | 16          |
| 33                         | جوركا إيزاجير    | 41          |
| 34                         | Axel Mariault ‏   | 22          |
| 35                         | Jonathan Lastra ‏ | 20          |
| 36                         | سيمون جيشكي      | 67          |
| 37                         | توماس شامبيون    | 49          |
| مدير الرياضة: بنجامين جيرو |                  |             |

| Team dsm-firmenich PostNL DFP | Team dsm-firmenich PostNL DFP | Team dsm-firmenich PostNL DFP |
| ----------------------------- | ----------------------------- | ----------------------------- |
| م                             | عداء                          | مرتبة                         |
| 41                            | رومان بارديه                  | 11                            |
| 42                            | Kevin Vermaerke ‏              | 6                             |
| 43                            | كريس هاميلتون                 | 48                            |
| 44                            | شون فلين ‏                     | 44                            |
| 45                            | رومان كومبو                   | 66                            |
| 46                            | Vlad Van Mechelen ‏            | لم يكمل السباق-2              |
| مدير الرياضة: Philip West‏     |                               |                               |

| Lotto Development Team ‏ LDD          | Lotto Development Team ‏ LDD | Lotto Development Team ‏ LDD |
| ------------------------------------ | --------------------------- | --------------------------- |
| م                                    | عداء                        | مرتبة                       |
| 51                                   | Axel De Lie ‏                | لم يكمل السباق-2            |
| 52                                   | Steffen De Schuyteneer ‏     | 40                          |
| 53                                   | Matys Grisel ‏               | OTL-2                       |
| 54                                   | Robin Orins ‏                | 27                          |
| مدير الرياضة: Wesley Van Speybroeck ‏ |                             |                             |

| Decathlon-AG2R La Mondiale DAT | Decathlon-AG2R La Mondiale DAT | Decathlon-AG2R La Mondiale DAT |
| ------------------------------ | ------------------------------ | ------------------------------ |
| م                              | عداء                           | مرتبة                          |
| 61                             | Aurélien Paret-Peintre ‏        | 3                              |
| 62                             | بينوا كوسنيفروي                | 1                              |
| 63                             | Nans Peters ‏                   | لم يكمل السباق-2               |
| 64                             | Larry Warbasse ‏                | 46                             |
| 65                             | Bastien Tronchon ‏              | 5                              |
| 66                             | Jordan Labrosse ‏               | 25                             |
| 67                             | Jaakko Hänninen ‏               | 50                             |
| مدير الرياضة: Nicolas Guillé‏   |                                |                                |

| أونو-إكس موبيليتي ‏ UXM       | أونو-إكس موبيليتي ‏ UXM      | أونو-إكس موبيليتي ‏ UXM |
| ---------------------------- | --------------------------- | ---------------------- |
| م                            | عداء                        | مرتبة                  |
| 71                           | توبياس هالاند يوهانسن       | لم يكمل السباق-2       |
| 72                           | Fredrik Dversnes ‏ (طريق)    | 76                     |
| 73                           | Ådne Holter ‏                | 84                     |
| 74                           | Simon Dalby (cyclist) ‏      | 77                     |
| 75                           | Anders Halland Johannessen ‏ | 89                     |
| 76                           | Jonas Iversby Hvideberg ‏    | 78                     |
| 77                           | Magnus Kulset ‏              | 60                     |
| مدير الرياضة: Leonard Snoeks‏ |                             |                        |

| Lidl–Trek Future Racing ‏ LTF      | Lidl–Trek Future Racing ‏ LTF | Lidl–Trek Future Racing ‏ LTF |
| --------------------------------- | ---------------------------- | ---------------------------- |
| م                                 | عداء                         | مرتبة                        |
| 81                                | Mats Wenzel ‏                 | لم يبدأ-1                    |
| 82                                | Cole Kessler‏                 | 73                           |
| 83                                | Martin Pedersen ‏             | 92                           |
| 84                                | Nils Aebersold ‏              | 83                           |
| 85                                | Louis Leidert ‏               | 74                           |
| 86                                | Matteo Milan ‏                | 61                           |
| 87                                | Liam O'Brien‏                 | 59                           |
| مدير الرياضة: Sebastian Andersen ‏ |                              |                              |

| Team Solution Tech–Vini Fantini ‏ COR | Team Solution Tech–Vini Fantini ‏ COR | Team Solution Tech–Vini Fantini ‏ COR |
| ------------------------------------ | ------------------------------------ | ------------------------------------ |
| م                                    | عداء                                 | مرتبة                                |
| 91                                   | كريستيان سباراغلي                    | 35                                   |
| 92                                   | نيكولو بونيفازيو                     | 71                                   |
| 93                                   | Antoine Debons ‏                      | 90                                   |
| 94                                   | Etienne van Empel ‏                   | 87                                   |
| 95                                   | Simone Olivero ‏                      | لم يكمل السباق-1                     |
| 96                                   | Matteo Amella ‏                       | 91                                   |
| 97                                   | Alessandro Iacchi ‏                   | 86                                   |
| مدير الرياضة: Francesco Frassi ‏      |                                      |                                      |

| بنجوال باوليز ساوكس دبليو بي ‏ BWB   | بنجوال باوليز ساوكس دبليو بي ‏ BWB | بنجوال باوليز ساوكس دبليو بي ‏ BWB |
| ----------------------------------- | --------------------------------- | --------------------------------- |
| م                                   | عداء                              | مرتبة                             |
| 101                                 | ماركو تيزا                        | 23                                |
| 102                                 | Davide Persico ‏                   | لم يبدأ-1                         |
| 103                                 | فلوريس دي تير                     | 30                                |
| 104                                 | Aaron Van der Beken ‏              | 39                                |
| 105                                 | Louka Matthys ‏                    | 34                                |
| 106                                 | Noah Detalle‏                      | 82                                |
| 107                                 | Gaëtan Verleyen‏                   | لم يكمل السباق-1                  |
| مدير الرياضة: Christophe Detilloux ‏ |                                   |                                   |

| Nice Métropole Côte d'Azur ‏ NMC | Nice Métropole Côte d'Azur ‏ NMC | Nice Métropole Côte d'Azur ‏ NMC |
| ------------------------------- | ------------------------------- | ------------------------------- |
| م                               | عداء                            | مرتبة                           |
| 111                             | Paul Hennequin ‏                 | لم يكمل السباق-1                |
| 112                             | Melvin Crommelinck ‏             | 62                              |
| 113                             | Jonathan Couanon ‏               | 42                              |
| 114                             | Axel Narbonne-Zuccarelli ‏       | 79                              |
| 115                             | (Wikidata:Q233)                 | 35                              |
| 116                             | Jean-Louis Le Ny ‏               | 38                              |
| 117                             | Alexandre Léonien ‏              | لم يكمل السباق-1                |
| مدير الرياضة: Frédéric Doutre‏   |                                 |                                 |

| Van Rysel–Roubaix ‏ VRR      | Van Rysel–Roubaix ‏ VRR | Van Rysel–Roubaix ‏ VRR |
| --------------------------- | ---------------------- | ---------------------- |
| م                           | عداء                   | مرتبة                  |
| 121                         | Maxime Jarnet ‏         | 52                     |
| 122                         | Célestin Guillon ‏      | لم يكمل السباق-1       |
| 123                         | Valentin Tabellion ‏    | لم يكمل السباق-2       |
| 124                         | توماس بودات            | OTL-2                  |
| 125                         | كيني مولي              | لم يبدأ-2              |
| 126                         | Rémi Capron ‏           | 24                     |
| مدير الرياضة: Arnaud Molmy ‏ |                        |                        |

| TotalEnergies TEN               | TotalEnergies TEN   | TotalEnergies TEN |
| ------------------------------- | ------------------- | ----------------- |
| م                               | عداء                | مرتبة             |
| 131                             | Mathieu Burgaudeau ‏ | 29                |
| 132                             | Steff Cras ‏         | 18                |
| 133                             | Jordan Jegat ‏       | 17                |
| 134                             | الكسيس فويليرموز    | 28                |
| 135                             | Alan Jousseaume ‏    | 55                |
| 136                             | Fabien Grellier ‏    | 88                |
| 137                             | Mattéo Vercher ‏     | 45                |
| مدير الرياضة: Benoît Génauzeau ‏ |                     |                   |

| إتش بي بي تي بي – أوبير 93 ‏ AUB | إتش بي بي تي بي – أوبير 93 ‏ AUB | إتش بي بي تي بي – أوبير 93 ‏ AUB |
| ------------------------------- | ------------------------------- | ------------------------------- |
| م                               | عداء                            | مرتبة                           |
| 141                             | Romain Cardis ‏                  | 85                              |
| 142                             | Joris Delbove ‏                  | 26                              |
| 143                             | Alexandre Delettre ‏             | 4                               |
| 144                             | Dillon Corkery ‏                 | 72                              |
| 145                             | Morné van Niekerk ‏              | 58                              |
| 146                             | Théo Delacroix ‏                 | 56                              |
| 147                             | Nicolas Breuillard ‏             | 33                              |
| مدير الرياضة: Tony Hurel ‏       |                                 |                                 |

| CIC U Nantes Atlantique ‏ UCN    | CIC U Nantes Atlantique ‏ UCN | CIC U Nantes Atlantique ‏ UCN |
| ------------------------------- | ---------------------------- | ---------------------------- |
| م                               | عداء                         | مرتبة                        |
| 151                             | Clément Braz Afonso ‏         | 13                           |
| 152                             | Artus Jaladeau ‏              | 57                           |
| 153                             | Pierre-Henry Basset ‏         | 80                           |
| 154                             | Léo Danès ‏                   | 70                           |
| 155                             | FRA                          | 81                           |
| 156                             | Robin Plamondon ‏             | 43                           |
| 157                             | Matisse Julien ‏              | 75                           |
| مدير الرياضة: Axel Clot-Courant‏ |                              |                              |

| Arkéa-B&B Hotels ARK        | Arkéa-B&B Hotels ARK | Arkéa-B&B Hotels ARK |
| --------------------------- | -------------------- | -------------------- |
| م                           | عداء                 | مرتبة                |
| 1                           | Kévin Vauquelin ‏     | 19                   |
| 2                           | فينتشنزو ألبانيز     | 2                    |
| 3                           | Louis Barré ‏         | 14                   |
| 4                           | Ewen Costiou ‏        | 15                   |
| 5                           | Simon Guglielmi ‏     | 37                   |
| 6                           | Kévin Ledanois ‏      | 54                   |
| 7                           | Louis Rouland ‏       | 53                   |
| مدير الرياضة: Roger Tréhin ‏ |                      |                      |

| Israel-Premier Tech IPT | Israel-Premier Tech IPT | Israel-Premier Tech IPT |
| ----------------------- | ----------------------- | ----------------------- |
| م                       | عداء                    | مرتبة                   |
| 11                      | مايكل وودز              | 10                      |
| 12                      | ديلان تيونز             | 21                      |
| 13                      | Ethan Vernon ‏           | 68                      |
| 14                      | كريستس نيولاندز         | 31                      |
| 15                      | هوغو هول                | 65                      |
| 16                      | جاكوب فوجلسانج          | 47                      |
| 17                      | ويليام بويفن            | 32                      |
| مدير الرياضة: ستيف باور |                         |                         |

| Groupama-FDJ GFC              | Groupama-FDJ GFC  | Groupama-FDJ GFC |
| ----------------------------- | ----------------- | ---------------- |
| م                             | عداء              | مرتبة            |
| 21                            | رومان جريجوار     | 7                |
| 22                            | Kevin Geniets ‏    | 12               |
| 23                            | كوينتين باشر      | 9                |
| 24                            | Cyril Barthe ‏     | 64               |
| 25                            | Fabian Lienhard ‏  | 69               |
| 26                            | لارس فان دن بيرغ ‏ | 51               |
| 27                            | Jens Verbrugghe ‏  | لم يكمل السباق-1 |
| مدير الرياضة: بينوا فوجرينارد |                   |                  |

| Cofidis COF                | Cofidis COF      | Cofidis COF |
| -------------------------- | ---------------- | ----------- |
| م                          | عداء             | مرتبة       |
| 31                         | Guillaume Martin | 8           |
| 32                         | أنتوني بيريز     | 16          |
| 33                         | جوركا إيزاجير    | 41          |
| 34                         | Axel Mariault ‏   | 22          |
| 35                         | Jonathan Lastra ‏ | 20          |
| 36                         | سيمون جيشكي      | 67          |
| 37                         | توماس شامبيون    | 49          |
| مدير الرياضة: بنجامين جيرو |                  |             |

| Team dsm-firmenich PostNL DFP | Team dsm-firmenich PostNL DFP | Team dsm-firmenich PostNL DFP |
| ----------------------------- | ----------------------------- | ----------------------------- |
| م                             | عداء                          | مرتبة                         |
| 41                            | رومان بارديه                  | 11                            |
| 42                            | Kevin Vermaerke ‏              | 6                             |
| 43                            | كريس هاميلتون                 | 48                            |
| 44                            | شون فلين ‏                     | 44                            |
| 45                            | رومان كومبو                   | 66                            |
| 46                            | Vlad Van Mechelen ‏            | لم يكمل السباق-2              |
| مدير الرياضة: Philip West‏     |                               |                               |

| Lotto Development Team ‏ LDD          | Lotto Development Team ‏ LDD | Lotto Development Team ‏ LDD |
| ------------------------------------ | --------------------------- | --------------------------- |
| م                                    | عداء                        | مرتبة                       |
| 51                                   | Axel De Lie ‏                | لم يكمل السباق-2            |
| 52                                   | Steffen De Schuyteneer ‏     | 40                          |
| 53                                   | Matys Grisel ‏               | OTL-2                       |
| 54                                   | Robin Orins ‏                | 27                          |
| مدير الرياضة: Wesley Van Speybroeck ‏ |                             |                             |

| Decathlon-AG2R La Mondiale DAT | Decathlon-AG2R La Mondiale DAT | Decathlon-AG2R La Mondiale DAT |
| ------------------------------ | ------------------------------ | ------------------------------ |
| م                              | عداء                           | مرتبة                          |
| 61                             | Aurélien Paret-Peintre ‏        | 3                              |
| 62                             | بينوا كوسنيفروي                | 1                              |
| 63                             | Nans Peters ‏                   | لم يكمل السباق-2               |
| 64                             | Larry Warbasse ‏                | 46                             |
| 65                             | Bastien Tronchon ‏              | 5                              |
| 66                             | Jordan Labrosse ‏               | 25                             |
| 67                             | Jaakko Hänninen ‏               | 50                             |
| مدير الرياضة: Nicolas Guillé‏   |                                |                                |

| أونو-إكس موبيليتي ‏ UXM       | أونو-إكس موبيليتي ‏ UXM      | أونو-إكس موبيليتي ‏ UXM |
| ---------------------------- | --------------------------- | ---------------------- |
| م                            | عداء                        | مرتبة                  |
| 71                           | توبياس هالاند يوهانسن       | لم يكمل السباق-2       |
| 72                           | Fredrik Dversnes ‏ (طريق)    | 76                     |
| 73                           | Ådne Holter ‏                | 84                     |
| 74                           | Simon Dalby (cyclist) ‏      | 77                     |
| 75                           | Anders Halland Johannessen ‏ | 89                     |
| 76                           | Jonas Iversby Hvideberg ‏    | 78                     |
| 77                           | Magnus Kulset ‏              | 60                     |
| مدير الرياضة: Leonard Snoeks‏ |                             |                        |

| Lidl–Trek Future Racing ‏ LTF      | Lidl–Trek Future Racing ‏ LTF | Lidl–Trek Future Racing ‏ LTF |
| --------------------------------- | ---------------------------- | ---------------------------- |
| م                                 | عداء                         | مرتبة                        |
| 81                                | Mats Wenzel ‏                 | لم يبدأ-1                    |
| 82                                | Cole Kessler‏                 | 73                           |
| 83                                | Martin Pedersen ‏             | 92                           |
| 84                                | Nils Aebersold ‏              | 83                           |
| 85                                | Louis Leidert ‏               | 74                           |
| 86                                | Matteo Milan ‏                | 61                           |
| 87                                | Liam O'Brien‏                 | 59                           |
| مدير الرياضة: Sebastian Andersen ‏ |                              |                              |

| Team Solution Tech–Vini Fantini ‏ COR | Team Solution Tech–Vini Fantini ‏ COR | Team Solution Tech–Vini Fantini ‏ COR |
| ------------------------------------ | ------------------------------------ | ------------------------------------ |
| م                                    | عداء                                 | مرتبة                                |
| 91                                   | كريستيان سباراغلي                    | 35                                   |
| 92                                   | نيكولو بونيفازيو                     | 71                                   |
| 93                                   | Antoine Debons ‏                      | 90                                   |
| 94                                   | Etienne van Empel ‏                   | 87                                   |
| 95                                   | Simone Olivero ‏                      | لم يكمل السباق-1                     |
| 96                                   | Matteo Amella ‏                       | 91                                   |
| 97                                   | Alessandro Iacchi ‏                   | 86                                   |
| مدير الرياضة: Francesco Frassi ‏      |                                      |                                      |

| بنجوال باوليز ساوكس دبليو بي ‏ BWB   | بنجوال باوليز ساوكس دبليو بي ‏ BWB | بنجوال باوليز ساوكس دبليو بي ‏ BWB |
| ----------------------------------- | --------------------------------- | --------------------------------- |
| م                                   | عداء                              | مرتبة                             |
| 101                                 | ماركو تيزا                        | 23                                |
| 102                                 | Davide Persico ‏                   | لم يبدأ-1                         |
| 103                                 | فلوريس دي تير                     | 30                                |
| 104                                 | Aaron Van der Beken ‏              | 39                                |
| 105                                 | Louka Matthys ‏                    | 34                                |
| 106                                 | Noah Detalle‏                      | 82                                |
| 107                                 | Gaëtan Verleyen‏                   | لم يكمل السباق-1                  |
| مدير الرياضة: Christophe Detilloux ‏ |                                   |                                   |

| Nice Métropole Côte d'Azur ‏ NMC | Nice Métropole Côte d'Azur ‏ NMC | Nice Métropole Côte d'Azur ‏ NMC |
| ------------------------------- | ------------------------------- | ------------------------------- |
| م                               | عداء                            | مرتبة                           |
| 111                             | Paul Hennequin ‏                 | لم يكمل السباق-1                |
| 112                             | Melvin Crommelinck ‏             | 62                              |
| 113                             | Jonathan Couanon ‏               | 42                              |
| 114                             | Axel Narbonne-Zuccarelli ‏       | 79                              |
| 115                             | (Wikidata:Q233)                 | 35                              |
| 116                             | Jean-Louis Le Ny ‏               | 38                              |
| 117                             | Alexandre Léonien ‏              | لم يكمل السباق-1                |
| مدير الرياضة: Frédéric Doutre‏   |                                 |                                 |

| Van Rysel–Roubaix ‏ VRR      | Van Rysel–Roubaix ‏ VRR | Van Rysel–Roubaix ‏ VRR |
| --------------------------- | ---------------------- | ---------------------- |
| م                           | عداء                   | مرتبة                  |
| 121                         | Maxime Jarnet ‏         | 52                     |
| 122                         | Célestin Guillon ‏      | لم يكمل السباق-1       |
| 123                         | Valentin Tabellion ‏    | لم يكمل السباق-2       |
| 124                         | توماس بودات            | OTL-2                  |
| 125                         | كيني مولي              | لم يبدأ-2              |
| 126                         | Rémi Capron ‏           | 24                     |
| مدير الرياضة: Arnaud Molmy ‏ |                        |                        |

| TotalEnergies TEN               | TotalEnergies TEN   | TotalEnergies TEN |
| ------------------------------- | ------------------- | ----------------- |
| م                               | عداء                | مرتبة             |
| 131                             | Mathieu Burgaudeau ‏ | 29                |
| 132                             | Steff Cras ‏         | 18                |
| 133                             | Jordan Jegat ‏       | 17                |
| 134                             | الكسيس فويليرموز    | 28                |
| 135                             | Alan Jousseaume ‏    | 55                |
| 136                             | Fabien Grellier ‏    | 88                |
| 137                             | Mattéo Vercher ‏     | 45                |
| مدير الرياضة: Benoît Génauzeau ‏ |                     |                   |

| إتش بي بي تي بي – أوبير 93 ‏ AUB | إتش بي بي تي بي – أوبير 93 ‏ AUB | إتش بي بي تي بي – أوبير 93 ‏ AUB |
| ------------------------------- | ------------------------------- | ------------------------------- |
| م                               | عداء                            | مرتبة                           |
| 141                             | Romain Cardis ‏                  | 85                              |
| 142                             | Joris Delbove ‏                  | 26                              |
| 143                             | Alexandre Delettre ‏             | 4                               |
| 144                             | Dillon Corkery ‏                 | 72                              |
| 145                             | Morné van Niekerk ‏              | 58                              |
| 146                             | Théo Delacroix ‏                 | 56                              |
| 147                             | Nicolas Breuillard ‏             | 33                              |
| مدير الرياضة: Tony Hurel ‏       |                                 |                                 |

| CIC U Nantes Atlantique ‏ UCN    | CIC U Nantes Atlantique ‏ UCN | CIC U Nantes Atlantique ‏ UCN |
| ------------------------------- | ---------------------------- | ---------------------------- |
| م                               | عداء                         | مرتبة                        |
| 151                             | Clément Braz Afonso ‏         | 13                           |
| 152                             | Artus Jaladeau ‏              | 57                           |
| 153                             | Pierre-Henry Basset ‏         | 80                           |
| 154                             | Léo Danès ‏                   | 70                           |
| 155                             | FRA                          | 81                           |
| 156                             | Robin Plamondon ‏             | 43                           |
| 157                             | Matisse Julien ‏              | 75                           |
| مدير الرياضة: Axel Clot-Courant‏ |                              |                              |

## التصنيف العام النهائي
| التصنيف العام         | التصنيف العام           | التصنيف العام               | التصنيف العام | التصنيف العام |
| العداء                | العداء                  | الفريق                      | الوقت         |               |
| --------------------- | ----------------------- | --------------------------- | ------------- | ------------- |
| 1                     | بينوا كوسنيفروي         | Decathlon-AG2R La Mondiale  | 7 س 09 د 12 ث |               |
| 2                     | فينتشنزو ألبانيز        | Arkéa-B&B Hotels            | + 2 ث         |               |
| 3                     | Aurélien Paret-Peintre ‏ | Decathlon-AG2R La Mondiale  | + 3 ث         |               |
| 4                     | Alexandre Delettre ‏     | إتش بي بي تي بي – أوبير 93 ‏ | + 10 ث        |               |
| 5                     | Bastien Tronchon ‏       | Decathlon-AG2R La Mondiale  | + 10 ث        |               |
| 6                     | Kevin Vermaerke ‏        | Team dsm-firmenich PostNL   | + 10 ث        |               |
| 7                     | رومان جريجوار           | Groupama-FDJ                | + 10 ث        |               |
| 8                     | ويليام مارتن            | Cofidis                     | + 10 ث        |               |
| 9                     | كوينتين باشر            | Groupama-FDJ                | + 10 ث        |               |
| 10                    | مايكل وودز              | Israel-Premier Tech         | + 10 ث        |               |
|                       |                         |                             |               |               |
| مصدر: ProCyclingStats |                         |                             |               |               |

### تصنيف النقاط
| تصنيف النقاط          | تصنيف النقاط            | تصنيف النقاط                | تصنيف النقاط | تصنيف النقاط |
| العداء                | العداء                  | الفريق                      | النقاط       |              |
| --------------------- | ----------------------- | --------------------------- | ------------ | ------------ |
| 1                     | بينوا كوسنيفروي         | Decathlon-AG2R La Mondiale  | 20 نقطة      |              |
| 2                     | Ethan Vernon ‏           | Israel-Premier Tech         | 20 نقطة      |              |
| 3                     | فينتشنزو ألبانيز        | Arkéa-B&B Hotels            | 16 نقطة      |              |
| 4                     | Aurélien Paret-Peintre ‏ | Decathlon-AG2R La Mondiale  | 14 نقطة      |              |
| 5                     | شون فلين ‏               | Team dsm-firmenich PostNL   | 12 نقطة      |              |
| 6                     | Morné van Niekerk ‏      | إتش بي بي تي بي – أوبير 93 ‏ | 10 نقطة      |              |
| 7                     | Louis Barré ‏            | Arkéa-B&B Hotels            | 6 نقطة       |              |
| 8                     | Ewen Costiou ‏           | Arkéa-B&B Hotels            | 6 نقطة       |              |
| 9                     | Matteo Milan ‏           | Lidl–Trek Future Racing ‏    | 6 نقطة       |              |
| 10                    | أنتوني بيريز            | Cofidis                     | 6 نقطة       |              |
|                       |                         |                             |              |              |
| مصدر: ProCyclingStats |                         |                             |              |              |

### تصنيف الجبال
| تصنيف الجبال          | تصنيف الجبال              | تصنيف الجبال                | تصنيف الجبال | تصنيف الجبال |
| العداء                | العداء                    | الفريق                      | النقاط       |              |
| --------------------- | ------------------------- | --------------------------- | ------------ | ------------ |
| 1                     | Mattéo Vercher ‏           | TotalEnergies               | 23 نقطة      |              |
| 2                     | Melvin Crommelinck ‏       | Nice Métropole Côte d'Azur ‏ | 18 نقطة      |              |
| 3                     | Axel Narbonne-Zuccarelli ‏ | Nice Métropole Côte d'Azur ‏ | 17 نقطة      |              |
| 4                     | Jordan Labrosse ‏          | Decathlon-AG2R La Mondiale  | 16 نقطة      |              |
| 5                     | Maxime Jarnet ‏            | Van Rysel–Roubaix ‏          | 14 نقطة      |              |
| 6                     | Noah Detalle‏              | Bingoal WB Devo Team ‏       | 12 نقطة      |              |
| 7                     | Ewen Costiou ‏             | Arkéa-B&B Hotels            | 10 نقطة      |              |
| 8                     | جاكوب فوجلسانج            | Israel-Premier Tech         | 8 نقطة       |              |
| 9                     | Bastien Tronchon ‏         | Decathlon-AG2R La Mondiale  | 6 نقطة       |              |
| 10                    | رومان بارديه              | Team dsm-firmenich PostNL   | 4 نقطة       |              |
|                       |                           |                             |              |              |
| مصدر: ProCyclingStats |                           |                             |              |              |

## تصنيف الفرق

### الفرق حسب الوقت
| تصنيف الفرق حسب الوقت | تصنيف الفرق حسب الوقت         | تصنيف الفرق حسب الوقت | تصنيف الفرق حسب الوقت |
| الفريق                | الفريق                        | الوقت                 |                       |
| --------------------- | ----------------------------- | --------------------- | --------------------- |
| 1                     | ديكاتلون لا مونديال           | 21 س 28 د 06 ث        |                       |
| 2                     | Groupama-FDJ                  | + 0 ث                 |                       |
| 3                     | Cofidis                       | + 14 ث                |                       |
| 4                     | Arkéa-B&B Hotels              | + 14 ث                |                       |
| 5                     | TotalEnergies                 | + 1 د 12 ث            |                       |
| 6                     | Israel-Premier Tech           | + 1 د 21 ث            |                       |
| 7                     | إتش بي بي تي بي – أوبير 93 ‏   | + 2 د 27 ث            |                       |
| 8                     | بنجوال باوليز ساوكس دبليو بي ‏ | + 3 د 23 ث            |                       |
| 9                     | CIC U Nantes Atlantique ‏      | + 4 د 38 ث            |                       |
| 10                    | DSM-Firmenich PostNL          | + 4 د 51 ث            |                       |
|                       |                               |                       |                       |
| مصدر: ProCyclingStats |                               |                       |                       |

## تصانيف فرعية

### تصنيف أفضل شاب
| تصنيف أفضل شاب        | تصنيف أفضل شاب    | تصنيف أفضل شاب              | تصنيف أفضل شاب | تصنيف أفضل شاب |
| العداء                | العداء            | الفريق                      | الوقت          |                |
| --------------------- | ----------------- | --------------------------- | -------------- | -------------- |
| 1                     | Bastien Tronchon ‏ | Decathlon-AG2R La Mondiale  | 7 س 09 د 22 ث  |                |
| 2                     | Kevin Vermaerke ‏  | Team dsm-firmenich PostNL   | + 0 ث          |                |
| 3                     | رومان جريجوار     | Groupama-FDJ                | + 0 ث          |                |
| 4                     | Louis Barré ‏      | Arkéa-B&B Hotels            | + 4 ث          |                |
| 5                     | Ewen Costiou ‏     | Arkéa-B&B Hotels            | + 4 ث          |                |
| 6                     | Kévin Vauquelin ‏  | Arkéa-B&B Hotels            | + 7 ث          |                |
| 7                     | Rémi Capron ‏      | Van Rysel–Roubaix ‏          | + 17 ث         |                |
| 8                     | Jordan Labrosse ‏  | Decathlon-AG2R La Mondiale  | + 48 ث         |                |
| 9                     | Joris Delbove ‏    | إتش بي بي تي بي – أوبير 93 ‏ | + 59 ث         |                |
| 10                    | Robin Orins ‏      | Lotto Development Team ‏     | + 1 د 12 ث     |                |
|                       |                   |                             |                |                |
| مصدر: ProCyclingStats |                   |                             |                |                |

## وصلات خارجية
- الموقع الرسمي
- لمحة عن سباق طواف هوت فار 2024 على موقع  ProCyclingStats   (برو  سايكلنج  ستاتس) - إحصاءات  محترفي  الدراجات.
- طواف هوت فار 2024 على موقع إحصائيات الدراجات الإحترافية (الإنجليزية)